# Jeanne Brécourt
Jeanne Brécourt (nascida em 1837) foi uma das mais notórias cortesãs francesas. Usando da desonestidade e chantagem, arruinou alguns de seus amantes. Também convenceu uma amiga, Nathalis Gaudry, a cegar Georges de Saint Pierre, um de seus amantes, dizendo a Nathalis que Georges era filho de um homem que a tinha enganado. Jeanne desejava fazer isso para ter Georges totalmente dependente dela. Nathalis, de fato, cegou Georges. Nathalis e Jeanne foram levadas a julgamento por isso em 1877, e Jeanne foi defendida por Charles Lachaud, que anteriormente defendeu Marie LaFarge. Jeanne foi declarada culpada e condenada a quinze anos de prisão, enquanto Nathalis, que havia sido declarada culpado em circunstâncias atenuantes, foi condenada a cinco anos de prisão.